# Parathesis fusca
Parathesis fusca är en viveväxtart som först beskrevs av Oersted, och fick sitt nu gällande namn av Carl Christian Mez. Parathesis fusca ingår i släktet Parathesis och familjen viveväxter. Inga underarter finns listade i Catalogue of Life.